# Juan Parish Robertson
Juan Parish Robertson fue un comerciante, financista y escritor británico de destacada participación en los sucesos del Río de la Plata en las primeras décadas que siguieron a la Revolución de Mayo de 1810.

## Biografía
Nació en Escocia en 1792. Con solo catorce años de edad intentó viajar al Río de la Plata pero las noticias de las Invasiones inglesas lo impidieron. Arribó finalmente a Buenos Aires en 1809 y se dedicó al comercio.
Su compañía fue una de las primeras que extendió sus actividades de manera directa a todo el territorio de las nacientes Provincias Unidas del Río de la Plata, vendiendo artículos manufacturados importados y comprando y vendiendo productos locales, especialmente sal, mate y tabaco. A esas actividades agregó con el tiempo sus propias operaciones financieras aprovechando sus contactos con financistas de su patria, con algunos de los principales líderes de la revolución y su parentesco con Woodbine Parish, el primer cónsul británico en las Provincias Unidas del Río de la Plata, que ejerció su mandato entre 1825 y 1832.

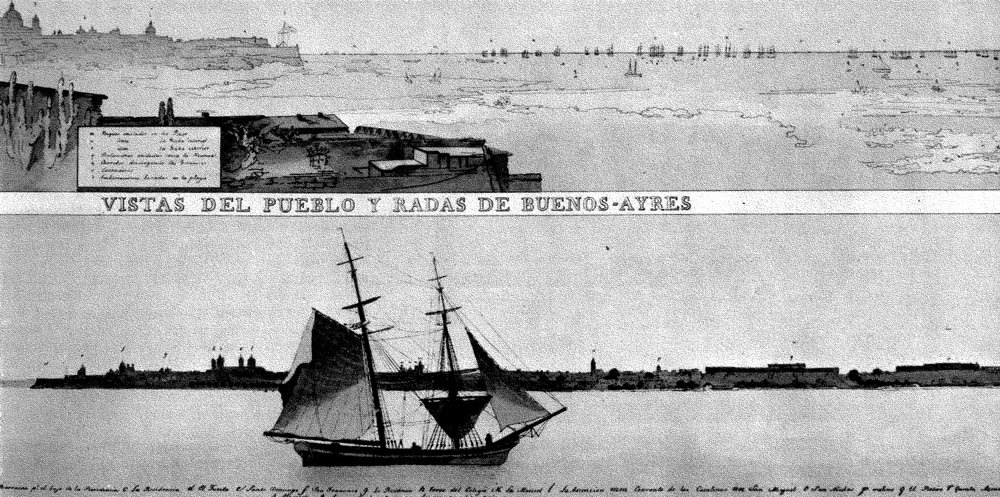
Dibujos de Buenos Aires en 1831.

Viajó al Paraguay en 1811 y con la ayuda de su gobierno logró transportar un cargamento de yerba mate por el Río Paraná en buques fluviales españoles hasta Buenos Aires donde obtuvo una pequeña fortuna con su venta. Retenido en Buenos Aires por el bloqueo realista fue testigo de los infructuosos bombardeos de la ciudad. A su regreso a Paraguay en febrero de 1813 se encontró con el coronel José de San Martín (a quien había conocido en Buenos Aires) en vísperas de la Batalla de San Lorenzo, de la que fue testigo por invitación del militar.
A Juan se unió su hermano Guillermo Parish Robertson y continuaron practicando el comercio en Asunción hasta que el dictador Gaspar Rodríguez de Francia los obligó a retirarse en 1815. Durante los siguientes cinco años, los Robertson acumularon otra fortuna con sus estancias en la provincia de Corrientes y en el comercio de cueros, trabajando con ellos el irlandés Pedro Campbell.
Siguiendo el éxito de las armas revolucionarias, en 1820 los hermanos extendieron sus operaciones a Chile y Perú. De regreso a Buenos Aires, los Robertson cooperaron con Bernardino Rivadavia en su objetivo de atraer capitales europeos (especialmente británicos) y de diversificar y desarrollar la economía argentina, aumentando las operaciones mineras y estableciendo colonias agrícolas.

### El empréstito

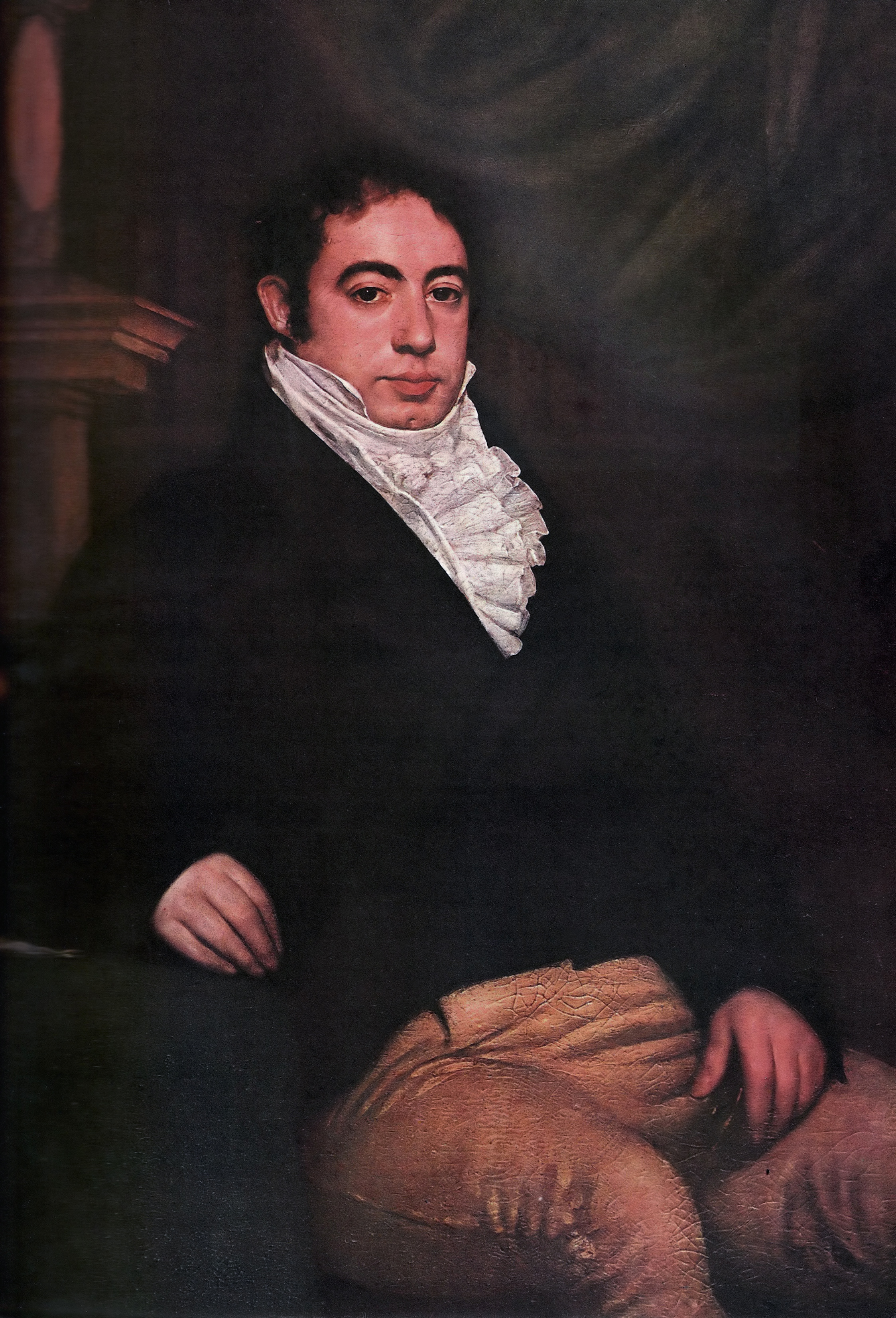
Bernardino Rivadavia.

La Junta de Representantes de la Provincia de Buenos Aires, bajo el patrocinio de Rivadavia, entonces ministro de Gobierno y Relaciones Exteriores, decretó el 19 de agosto de 1822 una ley que facultaba al gobierno a negociar dentro o fuera del país un empréstito con el objetivo de crear pueblos en la frontera con el indio, fundar un Banco, construir una red de agua y un puerto. 
Rivadavia constituyó un consorcio que representara al Gobierno de Buenos Aires para la colocación del empréstito al 70 % e incorporó al mismo a Braulio Costa, Félix Castro, Miguel Riglos, Juan Pablo Sáenz Valiente y a los hermanos Parish Robertson.
El 1 de julio de 1824 el consorcio de acuerdo al poder concedido contrató el empréstito con la firma inglesa Baring Brothers por un millón de libras. Los Robertson adelantaron parte del dinero al gobierno y ayudaron a garantizar el préstamo de la Baring Brothers. 
Como la colocación en el mercado sería fácil, la Baring propuso al consorcio colocarlos al 85%, pagando 70 % a Buenos Aires y repartiéndose el 15% de diferencia con el consorcio por lo que los gestores se llevaron 120.000 libras del monto total del crédito en carácter de comisión.
El consorcio indicó a la Casa Baring que hiciera llegar el dinero a Buenos Aires mediante letras giradas contra casas comerciales de prestigio que dieran garantías en Buenos Aires. Una de esas casas comerciales era la que Robertson tenía en sociedad con Costas, ambos miembros del consorcio. Al final, del millón de libras que totalizaba el mismo, sólo llegaron a Buenos Aires unas 570.000, en su mayoría en letras de cambio y una parte minoritaria en metálico.
El 2 de febrero de 1825 su pariente Woodbine Parish firmó el Tratado de Amistad, Comercio, y Navegación con Argentina, acompañando el reconocimiento oficial de parte de Gran Bretaña de la Independencia Argentina.

### La colonia de Monte Grande
En 1825 los hermanos Parish Robertson compraron las estancias de Santa Catalina, Monte Grande (16.000 hectáreas de tierra) y la Laguna. Aprovechando la Ley de Enfiteusis se propusieron fundar una colonia escocesa en Monte Grande para lo que se seleccionaron 220 granjeros y artesanos presbiterianos escoceses oriundos de Edimburgo, pero llegados a Buenos Aires los colonos el gobierno no cumplió la entrega de tierras pactada, por lo que los hermanos Parish Robertson alquilaron a los colonos sus tierras en Monte Grande. Entre ese núcleo de inmigrantes destacaron tres: el médico Guillermo Wilson, el arquitecto Richard Adams (quien construyó las viviendas de la colonia y la famosa "casa blanca" de los hermanos Parish Roberts) y el jardinero Juan Tweedie.
Fueron luego accionistas del Banco de Descuentos y del Banco Nacional. Organizaron también la fracasada Compañía Minera Famatina.
La colonia de Monte Grande progresó durante los primeros tres años de su existencia pero los disturbios de 1829 alcanzaron a la colonia, atacada por vecinos que querían la tierra para el ganado. Sus miembros se dispersaron y la colonia desapareció, lo que generó grandes pérdidas a los hermanos Robertson, sus patrocinadores.

### Regreso a Gran Bretaña
Finalmente, ya debilitados por la crisis ocasionada por el bloqueo de la ciudad de Buenos Aires por la escuadra brasilera con motivo de la Guerra del Brasil, los Robertson tuvieron que declararse en bancarrota ante el fracaso de sus emprendimientos mineros y de colonización, y la creciente resistencia de los hacendados criollos cuya influencia política crecía en todo el país (Juan Manuel de Rosas y los caudillos provinciales entre ellos). 
En 1830 Juan Parish Robertson regresó a Inglaterra y tras permanecer algunos años en Cambridge se retiró a la Isla de Wight para trabajar con su hermano Guillermo en sus libros sobre el Río de la Plata y otras regiones de Sudamérica, obras que se convirtieron en algunas de las fuentes más valiosas para el estudio de la historia de ese período. Fueron recopiladas en dos grandes obras: las Cartas sobre el Paraguay y las Cartas de Sudamérica. 
Juan Parish Robertson falleció en el año 1843.